# Safran II
Groupe Apicil
Pour les articles homonymes, voir Safran (IMOCA).
Groupe Apicil (avec Damien Seguin depuis 2022) Maître CoQ IV  (avec Yannick Bestaven de 2018 à 2022) ou Des Voiles et Vous ! (avec Morgan Lagravière et Éric Péron de 2017 à 2018)  ou Safran II (avec Morgan Lagravière de 2015 à 2017) est un voilier monocoque français de course au large, de classe 60 pieds IMOCA. Conçu par les architectes navals VPLP design et Guillaume Verdier, il est mis à l'eau le 5 mars 2015. 
Présenté le 15 janvier 2015, Safran II est la première génération d'IMOCA (avec Banque populaire VIII, Edmond de Rothschild, StMichel-Virbac, Hugo Boss, et Vento di Sardegna) dotée de foils capables de soulever la coque aux allures portantes afin d'augmenter la vitesse en réduisant la traînée. Maître CoQ IV remporte en particulier le 9e Vendée Globe 2020-2021 avec Yannick Bestaven, après avoir participé au sauvetage en mer de son concurrent Kevin Escoffier.

## Histoire

### Caractéristiques et développement

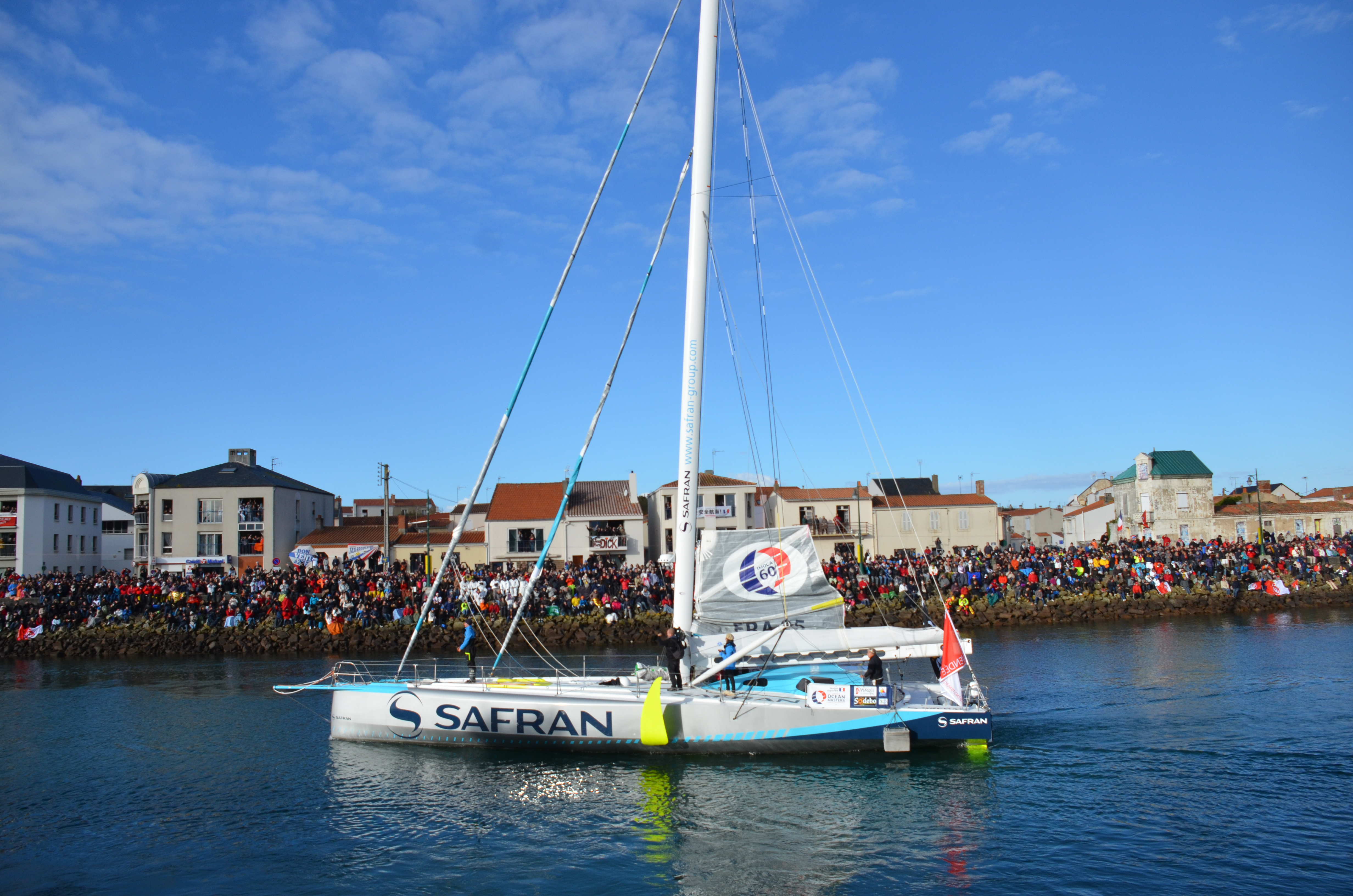
Morgan Lagravière, sur Safran II, au départ du Vendée Globe 2016-2017.

Dès le mois d'avril 2013, deux mois après la deuxième place d'Armel Le Cléac'h dans le Vendée Globe 2012-2013, le Team Banque populaire lance le projet de conception d'un nouveau 60 pieds IMOCA. Le choix des architectes se porte sur le cabinet VPLP et Verdier, à la suite des collaborations précédentes pour l'IMOCA Safran. Le Team Safran s'associe au Team Banque populaire pour réduire les coûts de conception et de construction, estimés initialement à 3,5 millions €. Si la carène retenue est identique pour Banque populaire VIII et Safran II, le reste de la conception de chaque voilier évolue indépendamment l'une de l'autre.

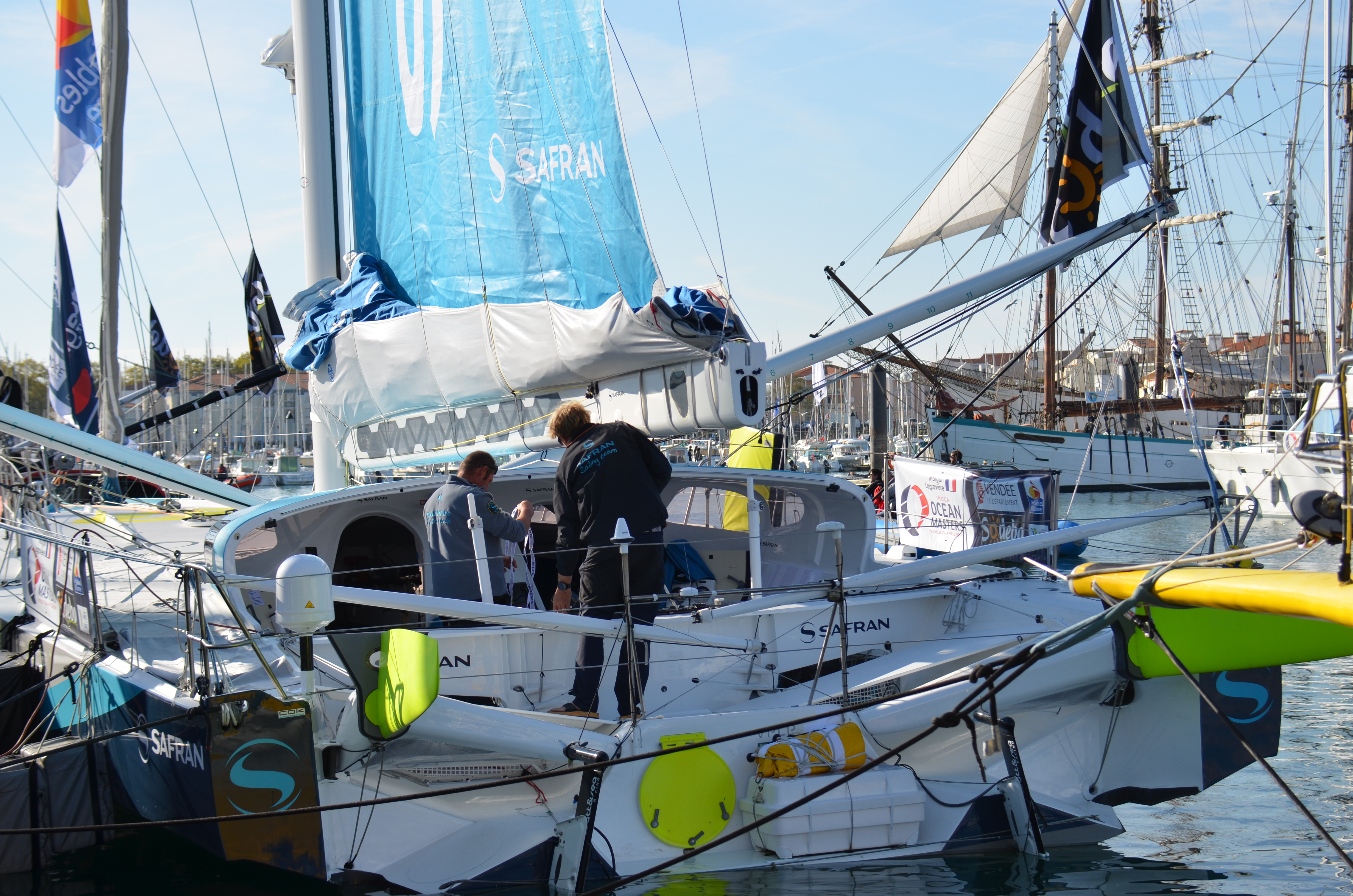
Safran II.

Safran II est marqué par le remplacement des dérives latérales par des foils, en tirant parti de l'expérience acquise par Guillaume Verdier chez Emirates Team New Zealand, lors de la Coupe de l'America 2013, au cours de laquelle leur catamaran-hydroptère Aotearoa est un des premiers voiliers de course à déjauger grâce aux foils, face au défenseur américain victorieux Oracle Team USA - 17. Selon Vincent Lauriot-Prévost (de VPLP) ces foils pourraient permettre de gagner deux jours sur le record du Vendée Globe, selon les recherches théoriques et les essais conduits sur un Mini 6.50, qui ont permis de préciser le design des foils. Bien que les allures portantes soient majoritaires sur un tour du monde, les foils ont été conçus de manière à ne pas trop gêner la marche du voilier au près. Les trajectoires des IMOCA équipés de foils pourraient donc être différentes de celles des voiliers disposant de dérives classiques.

### Carrière

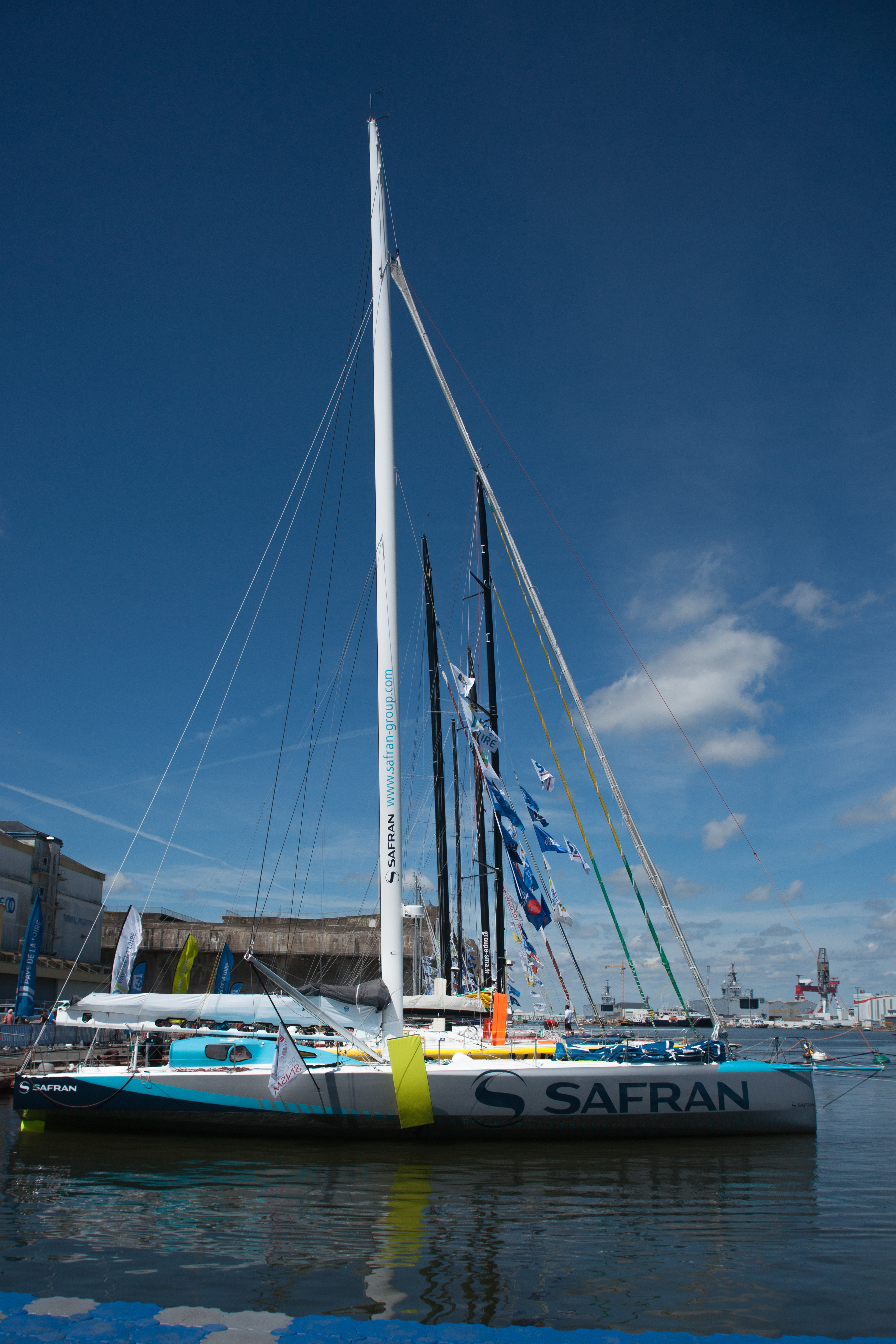
Safran II, en 2015.

#### Safran II
Immédiatement après sa mise à l'eau le 5 mars 2015, les équipes de Safran s'attachent à travailler à l'optimisation du nouveau voilier en vue de la Transat Jacques-Vabre 2015, premier grand test pour les IMOCA de nouvelle génération. Pour sa première course, Safran II, mené par Morgan Lagravière et Nicolas Lunven décroche la deuxième place du Record SNSM 2015, deux heures derrière le vainqueur SMA.
Le 1er mars 2016, Kaïros (écurie fondée en 2007 à Concarneau et dirigée par Roland Jourdain et Sophie Vercelletto) se voit confier, à l'issue d’un appel d’offres lancé par Safran en début de cette même année, la gestion technique et sportive du nouveau monocoque Safran II, en vue du Vendée Globe 2016-2017. Le 6 novembre 2016, Morgan Lagravière prend le départ de la huitième édition de la course en solitaire autour du monde aux commandes de Safran II, mais doit abandonner après seulement 17 jours de course à la suite d'une avarie de safran consécutive à un choc avec un OFNI.

#### Des Voiles et Vous!
Le bateau est racheté par l'écurie Kaïros après le retrait de Safran en juin 2017 qui le renomme « Des Voiles et Vous ! ». Il participe sous ce nom à la Transat Jacques-Vabre 2017, skippé par Morgan Lagravière et Éric Péron.

#### Maître CoQ IV
En janvier 2019, Yannick Bestaven rachète ce bateau avec le soutien du Team Maître CoQ, en vue du Vendée Globe 2020-2021, et le renomme Maître CoQ IV.

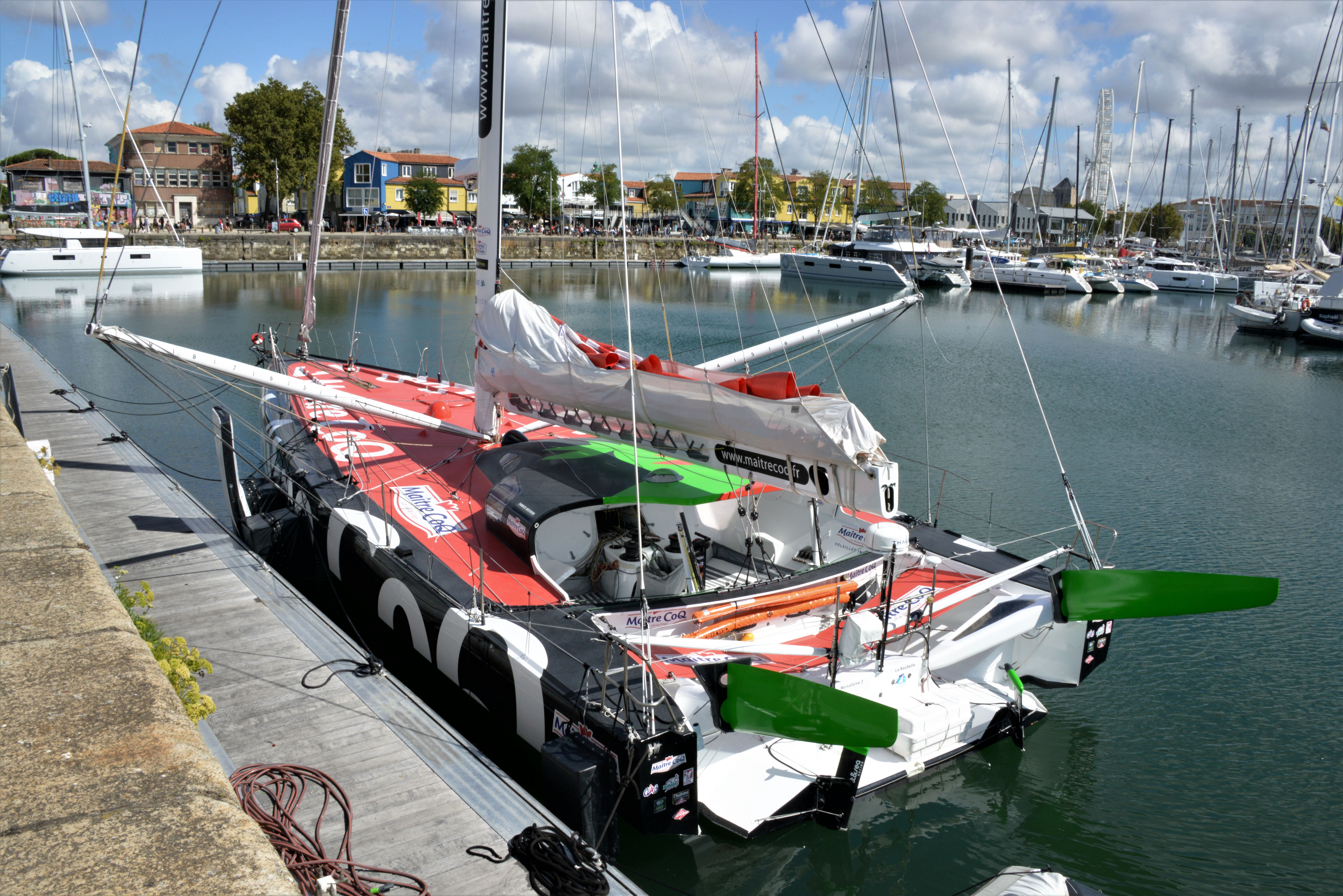
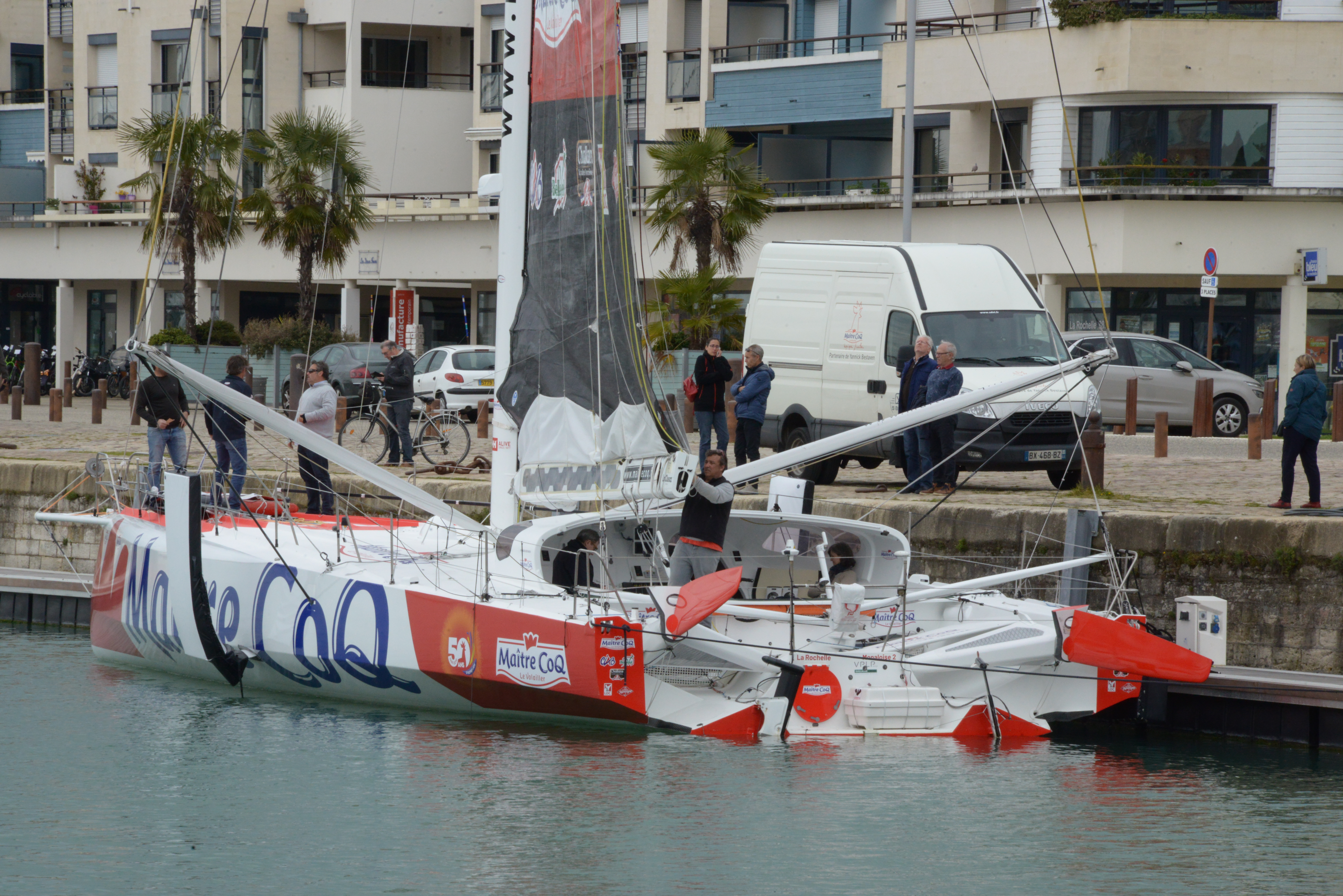
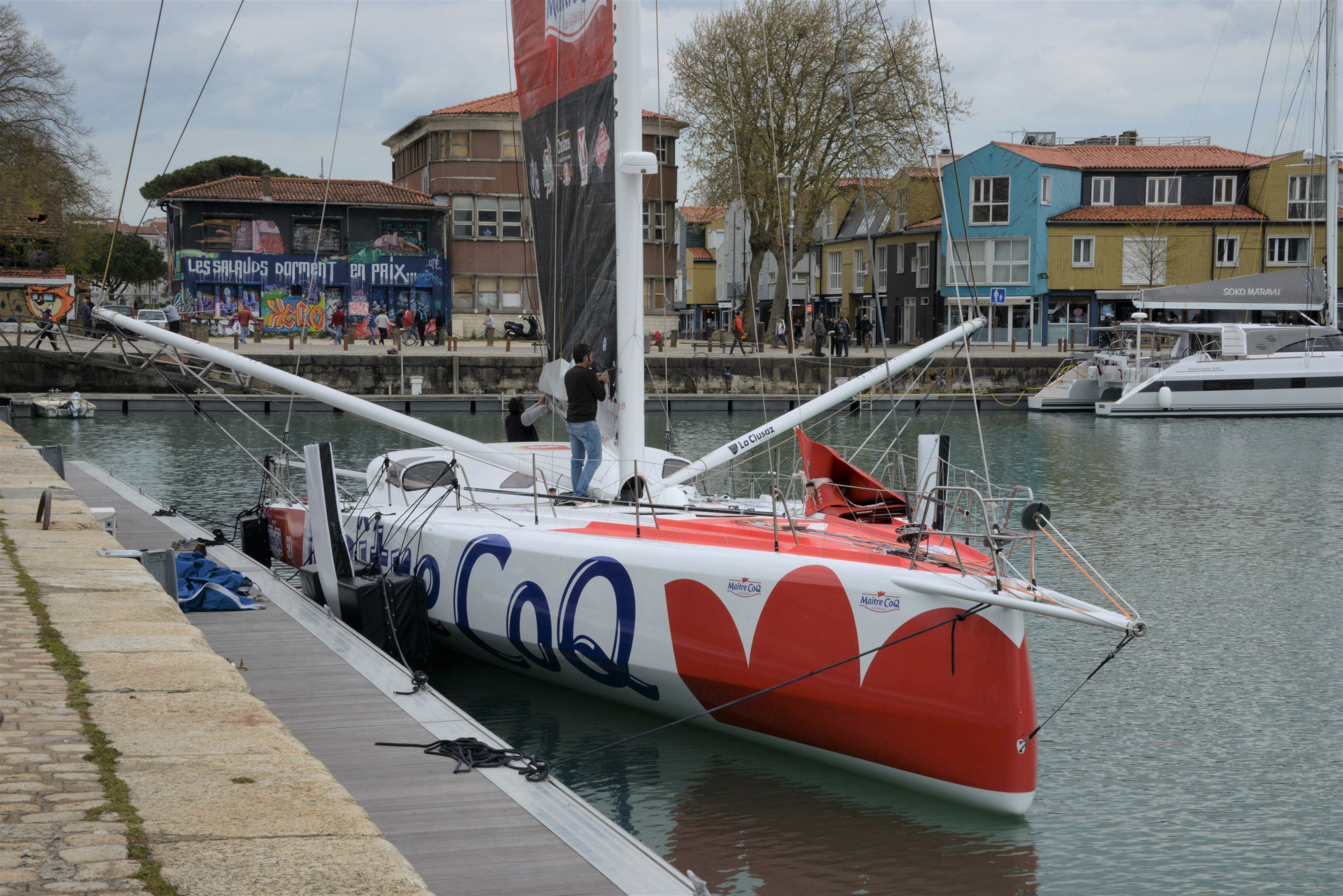
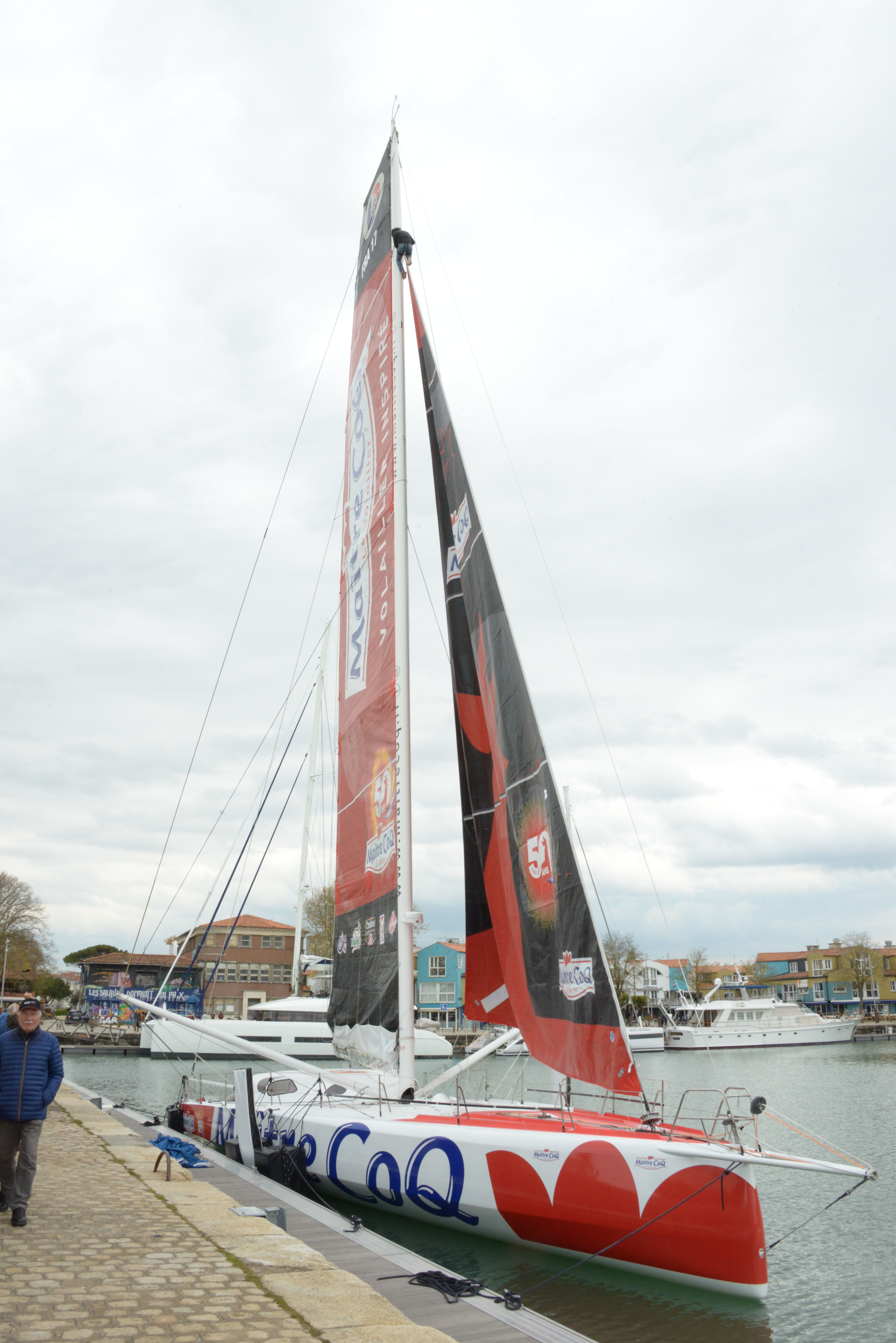

Le navire est amélioré durant 3 mois de chantier à La Rochelle avec, entre autres, une optimisation et fiabilisation des foils,. Il s'y s'impose en 80j 3 h 44 min 46 s (en égalisant Le Tour du monde en quatre-vingts jours de Jules Verne, après décompte du temps de bonification de 10 h 15 min accordé à la suite du détournement du skipper pour rechercher le naufragé Kevin Escoffier sur PRB dans la nuit du 30 novembre 2020). Le navire rejoint ensuite son port d'attache de La Rochelle.

#### Groupe Apicil

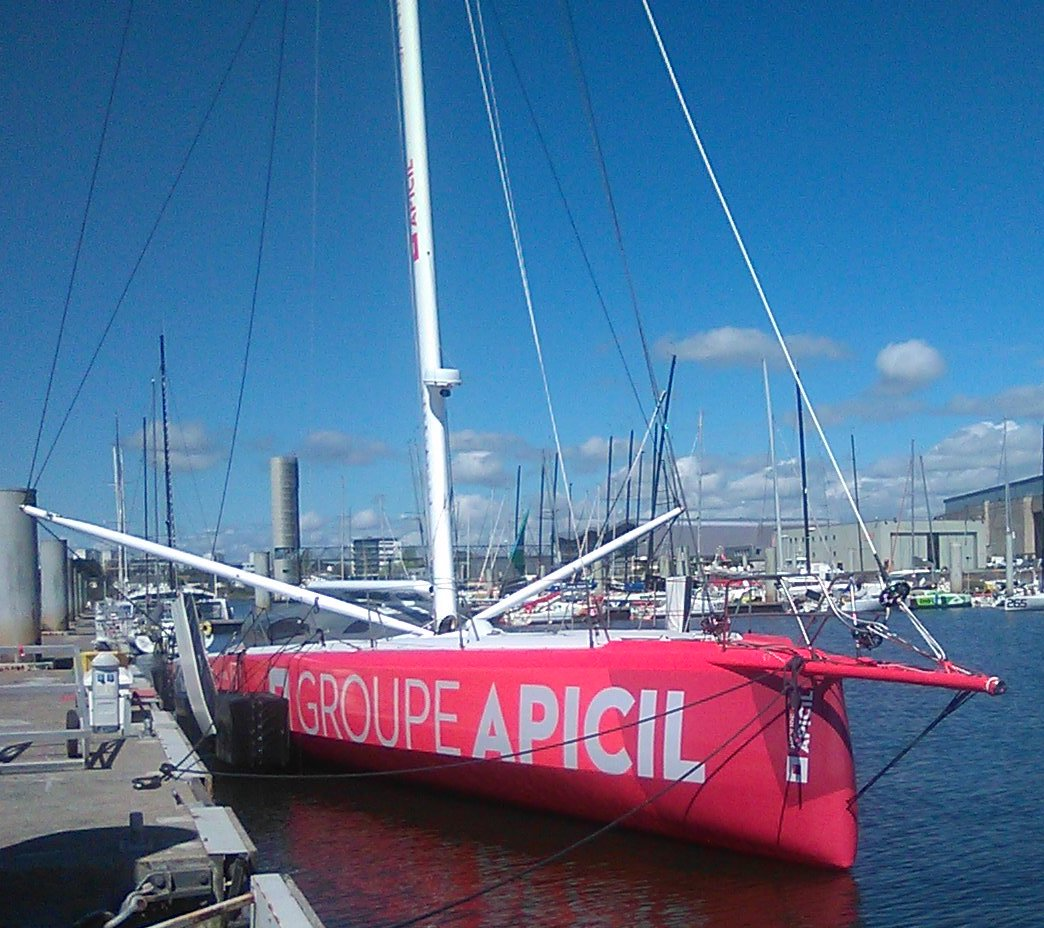
Le deuxième Groupe Apicil à Lorient, son nouveau port d'attache, en avril 2022.

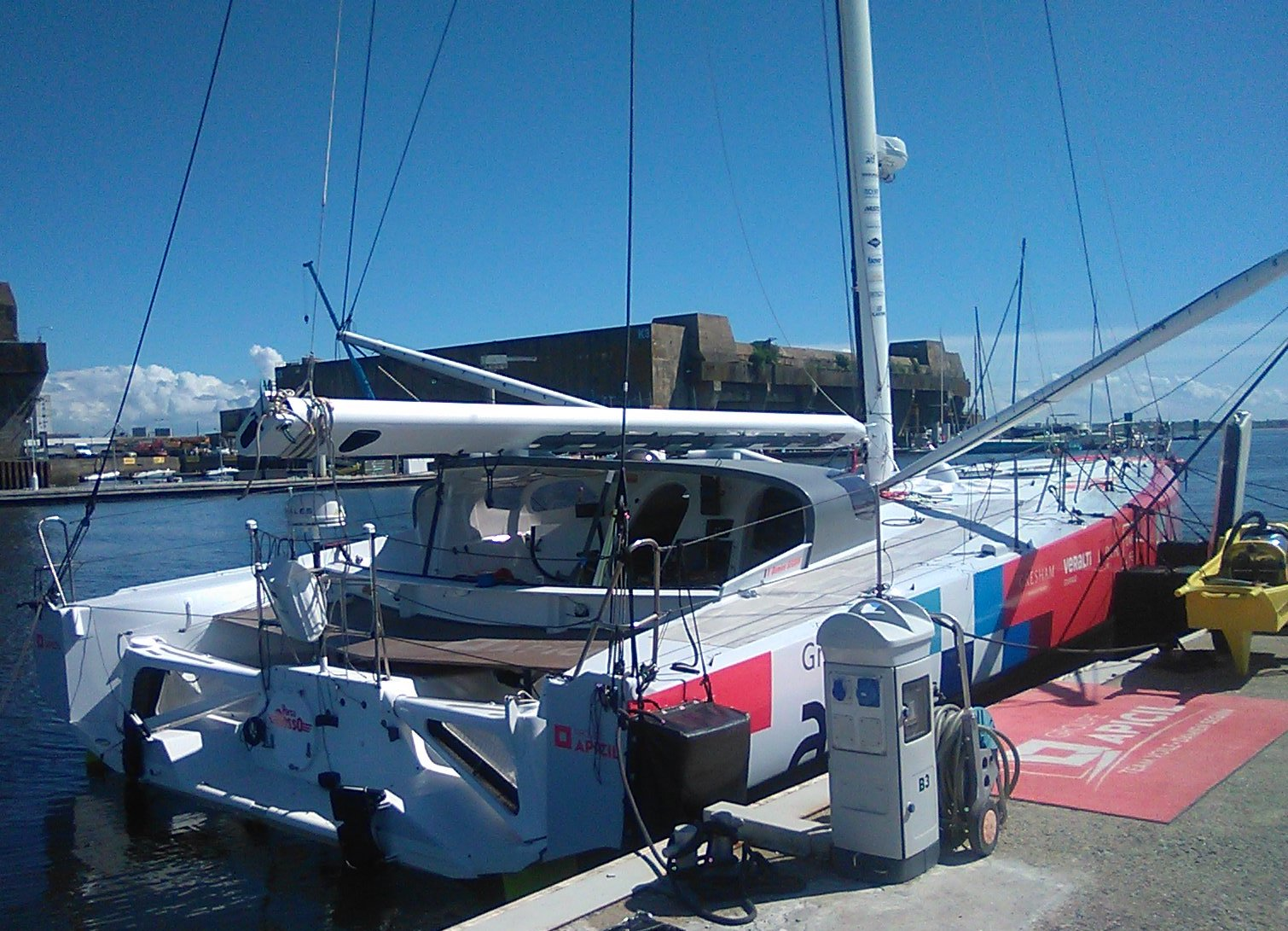
Le deuxième Groupe Apicil à Lorient, en avril 2022.

Après le Vendée Globe 2020-2021, le bateau est racheté par Damien Seguin et le groupe Apicil. Il devient Groupe Apicil, deuxième Imoca du nom.

## Palmarès

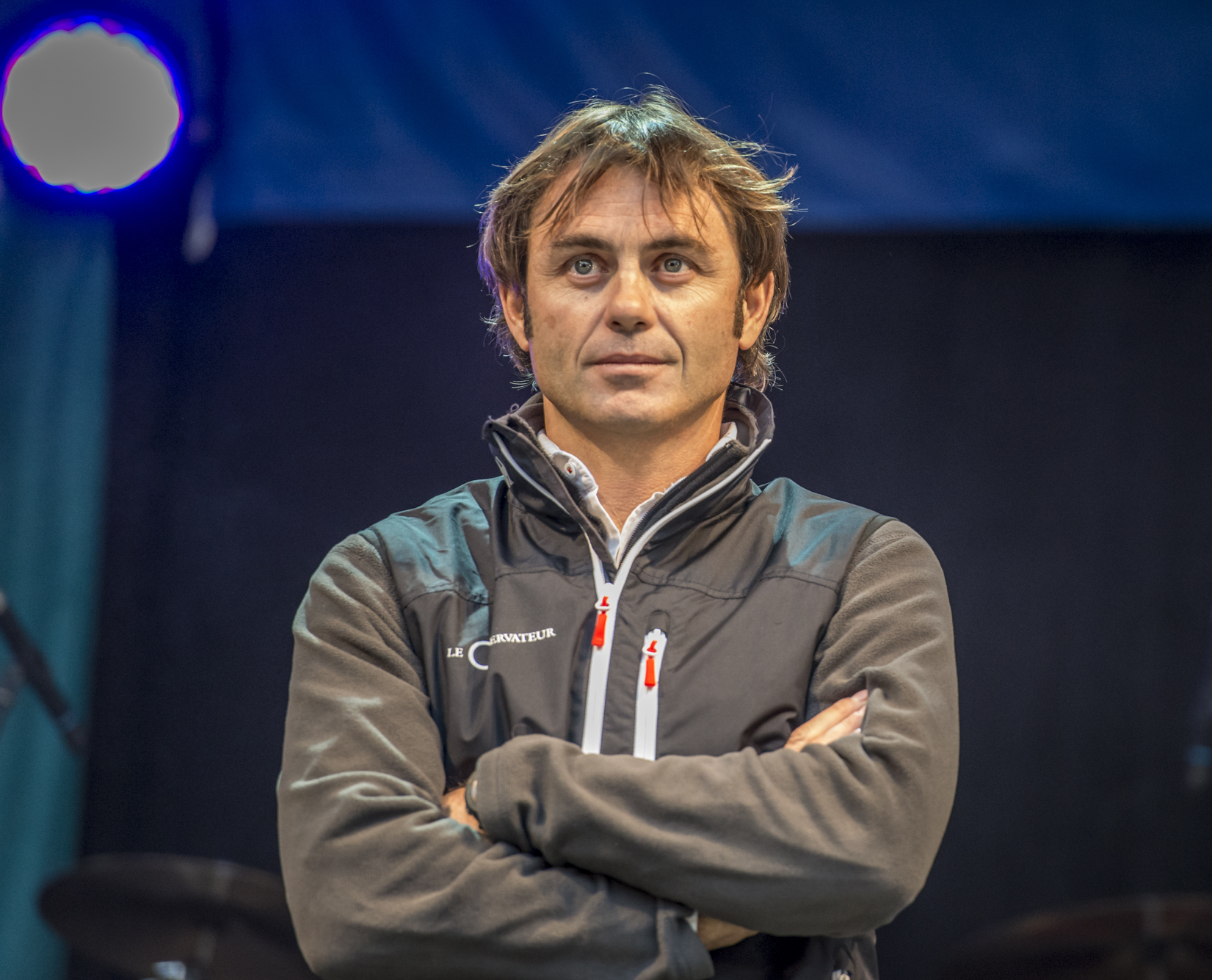
Yannick Bestaven, victorieux du Vendée Globe 2020-2021 sur Maître CoQ IV.

### Safran II– Morgan Lagravière
- 2015 :
  - Record SNSM, en double avec Nicolas Lunven, en 1 jour, 15 h 7 min
  - 6e de l'Artemis Challenge
  - abandon dans la Transat Jacques-Vabre 2015

- 2016 :
  - 9e de la Transat New York-Vendée - Les Sables-d'Olonne
  - 2e du Défi Azimut
  - 3e du Chrono Azimut
  - abandon dans le Vendée Globe 2016-2017

- 2017 : vainqueur du Grand Prix Guyader

### Des voiles et vous !– Morgan Lagravière
2017 : 3e de la Transat Jacques-Vabre 2017 catégorie IMOCA, et 9e au général en double avec Éric Péron

### Maître Coq IV– Yannick Bestaven
- 2019 :
  - 2e du Grand Prix Guyader en classe IMOCA en équipage, et en double avec Yannick Bestaven et Roland Jourdain
  - 2e de la Bermudes 1000 Race en solitaire[16].
  - 6e de la Rolex Fastnet Race en classe IMOCA en double avec Yannick Bestaven et Roland Jourdain
  - 4e du Défi Azimut en classe IMOCA en équipage et en double avec Yannick Bestaven et Roland Jourdain
  - 11e de la Transat Jacques-Vabre 2019 en classe IMOCA en double avec Yannick Bestaven et Roland Jourdain

- 2020 :
  - 6e de la Vendée-Arctique-Les Sables-d'Olonne en classe IMOCA avec Yannick Bestaven en solitaire
  - Vainqueur du Vendée Globe 2020-2021 avec Yannick Bestaven, en 80j 3 h 44 min 46 s (après décompte du temps de bonification de 10 h 15 min accordé à la suite du détournement du skipper pour rechercher le naufragé Kevin Escoffier sur PRB dans la nuit du 30 novembre 2020).

- 2021 : 8e de la Transat Jacques-Vabre 2021 en double avec Jean-Marie Dauris.

### Groupe Apicil2 – Damien Seguin
- 2022 :
  - 9e sur 24 de la Bermudes 1000 Race en solitaire[17]
  - 9e sur 25 dans la Vendée-Arctique[17]
  - 12e sur 24 dans les 48 Heures du Défi Azimut[17]
  - Abandon de la Route du Rhum 2022[18]

- 2023 : 11e sur 33 dans les 48 Heures du Défi Azimut, en duo avec Laurent Bourgues[17]

- 2025 : 15e sur 40 du Vendée Globe 2024-2025[19]